# أبو أزيهر الدوسي
أبو أزيهر الدوسي  من أشراف الأزد، من أسياد دوس.

## حياته

### نسبه
أبو أزيهر بن أنيس  بن الخيسق  بن مالك بن سعد بن كعب بن الحارث بن عبد الله بن عامر وهو الغطريف بن بكر بن يشكر بن مبشر ابن صعب بن دهمان بن نصر بن زهران بن كعب بن الحارث بن كعب ابن مالك بن نصر بن الأزد 
وهو من أشراف الأزد، من أسياد دوس، ونشأت علاقة بينه وبين سيد قريش في ذاك العهد: أبو سفيان بن حرب، حلف ما نشأ بينهما، إضافة إلى العلاقة الوطيدة بين القبيلتين. كما كان صديقًا له، وزوّجه ابنته عاتكة، وزوّج ابنته الأخرى الوليد بن المغيرة المخزومي. وعندما دخلت على الوليد بن المغيرة سألها: أينا أشرف؟ أنا أم أبيك؟، فقالت: أبي أشرف، فهو سيد قومه. فما كان الوليد إلا أن ضربها على وجهها فعادت لأهلها، فرفض أبو أُزيهر أن تعود ابنته إلى الوليد بن مغيرة، ونشأت بينهم عداوة.

## مطالبة الثأر
قال ابن إسحاق:
| أبو أزيهر الدوسي | فَلَمّا حَضَرَتْ الْوَلِيدَ الْوَفَاةُ دَعَا بَنِيهِ وَكَانُوا ثَلَاثَةً هِشَامَ بْنَ الْوَلِيدِ، وَالْوَلِيدَ بْنَ الْوَلِيدِ وَخَالِدَ بْنَ الْوَلِيدِ، فَقَالَ لَهُمْ أَيْ بَنِيّ أُوصِيكُمْ بِثَلَاثِ فَلَا تُضَيّعُوا فِيهِنّ دَمِي فِي خُزَاعَةَ فَلَا تَطُلّنّهُ وَاَللّهِ إنّي لَأَعْلَمُ أَنّهُمْ أَخْشَى أَنْ تُسَبّوا بِهِ بَعْدَ الْيَوْمِ وَرِبَايَ فِي ثَقِيفٍ، فَلَا تَدَعُوهُ حَتّى تَأْخُذُوهُ؟ وَعُقْرِي عِنْدَ أَبِي أُزَيْهِرٍ فَلَا يَفُوتَنّكُمْ بِهِ. وَكَانَ أَبُو أُزَيْهِرٍ قَدْ زَوّجَهُ بِنْتًا، ثُمّ أَمْسَكَهَا عَنْهُ فَلَمْ يُدْخِلْهَا عَلَيْهِ حَتّى مَاتَ. | أبو أزيهر الدوسي |

## وفاته
وفي سوق ذي مجاز قام أبناء الوليد بالهجوم على أبي أُزيهر، حيث قام هشام ابن الوليد بقتله. وبعدما تم قتل أبي أُزيهر الدوسي، قتلت الأزد تسعة من أشراف قريش، وجعلت الأزد لها خرجاً من قريش كل عام. وفي ذلك يقول معقر بن حمار البارقي:
لقد علمت بنو أسد بأنا                    تقحمنا المعاشر مُعلمينا
تركنا تسعة للطير منهم                   بمكة للسباع مطرَّحينا
فلما ان قضينا الدَّين قالوا:                نريد الصلح، قلنا: قد رضينا
وضعنا الخرج موظوفاً عليهم          يؤدّون الإتاوة صاغرينا
لنا في العِير دينار مسمَّى                به حزُّ الحلاقم يتقونا
ولولا ذاك ماعدلت قريش               شمالاً في البلاد ولا يمينا